# Pseudocoremia prototoxa
Pseudocoremia prototoxa är en fjärilsart som beskrevs av Edward Meyrick 1919. Pseudocoremia prototoxa ingår i släktet Pseudocoremia och familjen mätare. Inga underarter finns listade i Catalogue of Life.